# Marcel Deprez
Marcel Deprez, född 12 december 1843 i Aillant-sur-Milleron, Frankrike, död 13 oktober 1918 i Vincennes, Frankrike, var en fransk elektrotekniker med en rad uppfinningar inom områdena elektroteknisk mätteknik och likströmsteknik.

## Biografi
Deprez utbildades vid École des mines men kunde inte slutföra kursen. Han måste dock ha gjort ett gott intryck eftersom han anställdes som sekreterare för skolans direktör, Charles Combes.
Under åren 1876 till 1886, genomförde Deprez i Creil, de första experimenten för att överföra elektrisk kraft över långa avstånd. Vid International Exposition of Electricity, Paris 1881, hade han uppgiften att presentera ett eldistributionssystem baserat på långväga överföring av likström. Det första framgångsrika försöket ägde rum 1882 från Miesbach till München i samband med uppvisningen av elektricitet i Glaspalast som organiserades av Oskar von Miller. Där överförde han 1,5 kilowatt vid en spänning av 2 kV över ett avstånd av 55 km.
Deprez genomförde experiment i La Chapelle, Grenoble, Vizille, Paris och Creil. Han uppnådde så småningom överföring över 35 miles för industriella ändamål. År 1889 fortsatte Rene Thury sin strategi att ordna generatorer i serie och utvecklade så småningom kommersiella system som levererade 20 megawatt vid 125 kV spänning över 230 kilometer.

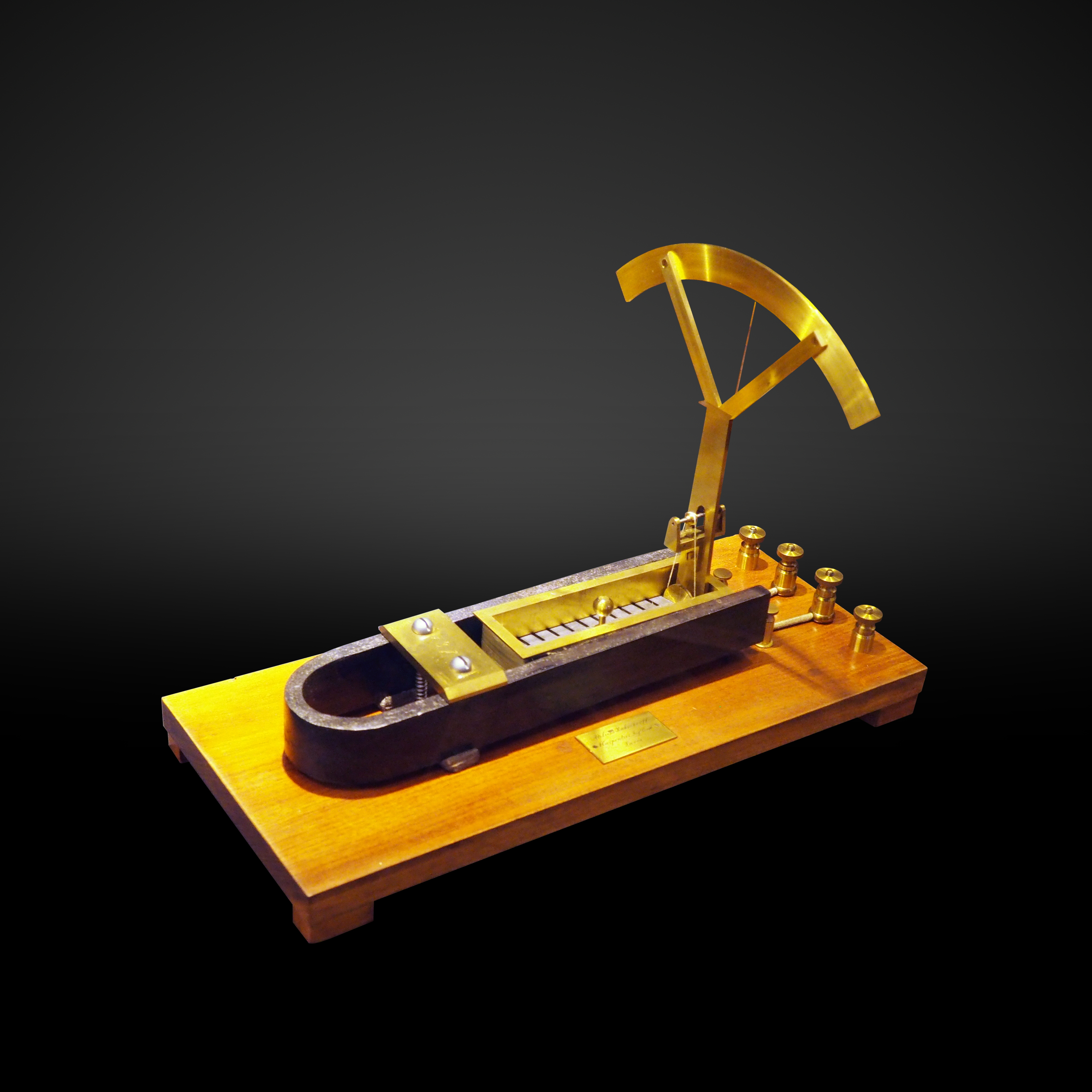
Deprez 'och Carpentiers "fiskbens"-galvanometer (MHS Genève)

År 1890 blev Deprez professor i elektroteknik vid Conservatoire des arts et des métiers i Paris. Han gjorde ett flertal uppfinningar särskilt inom mätteknikens område och konstruerade bland annat indikatorer för ångmaskiner samt elektrotekniska mätinstrument av olika slag. Bland de senare märks särskilt Deprez-d'Arsonvals 1899 konstruerade galvanometer.

## Hedersbetygelser
Deprez blev 1886 ledamot av Franska vetenskapsakademien.